# 2034
Het jaar 2034 is een jaartal in de 21e eeuw volgens de christelijke jaartelling.

## Gebeurtenissen
- 20 maart : totale zonsverduistering van Benin via Egypte naar China.
- 25 november : Supermaan: de volle maan staat het dichtst bij de aarde, en lijkt tot 14% groter en 30% helderder.

## Computerspellen
- Metro: Last Light speelt zich af in het jaar 2034.
- The Last of Us speelt zich af in het jaar 2034.